# Pietrari (gmina w okręgu Dymbowica)
Pietrari – gmina w południowej Rumunii, administracyjnie należąca do okręgu Dymbowica.
W skład gminy wchodzi 5 miejscowości: Aluniș, După Deal, Pietrari, Șipot i Valea. Według stanu na rok 2011 liczyła 2533 mieszkańców, zaś w roku 2021 jej liczebność wynosiła 2186 mieszkańców.